# Gerasimovich (cràter)

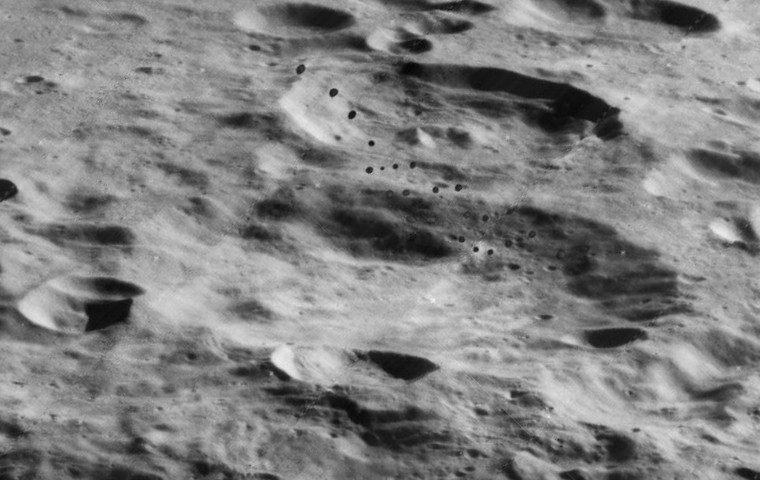
Vista obliqua des de la Lunar Orbiter 5 de Gerasimovich, costat oest

Gerasimovich és un cràter d'impacte situat a la cara oculta de la Lluna. Està situat a l'extrem occidental, a l'oest-nord-oest de la immensa conca d'impacte del Mare Orientale, on el mantell exterior de material expulsat procedent d'aquest impacte arriba gairebé fins a la vora de Gerasimovich. La relació de cràters pròxims inclou a Houzeau cap al nord i Ellerman cap al sud-est, un cràter de menor mida.
La vora externa d'aquest cràter està desgastada i erosionada, amb un perímetre que s'ha modificat i reformat degut a impactes pròxims. El cràter Gerasimovich D, molt més recent, travessa el brocal del cràter principal al nord-est, i es troba prop del centre d'un mantell de materials caòticament distribuïts d'albedo superior. Just a l'oest-sud-oest de la vora externa apareix el també recent cràter de perfil afilat Gerasimoch R. El sòl interior de Gerasimovich és irregular prop de les vores, i es caracteritza per tenir diversos cràters petits.
Gerasimovich es troba a les antípodes de la conca d'impacte Mare Crisium.

## Cràters satèl·lit
Per convenció, aquests elements són identificats als mapes lunars posant la lletra al costat del punt mitjà del cràter que està més prop de Gerasimovich.
|              | \| Gerasimovich \| Coordenades \| Diàmetre \| \| ------------ \| -------------------------------------- \| -------- \| \| D \| 22° 18′ S, 121° 36′ O / 22.3°S,121.6°O \| 26 km \| \| R \| 24° 06′ S, 125° 54′ O / 24.1°S,125.9°O \| 55 km \| |          |
| Gerasimovich | Coordenades | Diàmetre |
| D            | 22° 18′ S, 121° 36′ O / 22.3°S,121.6°O | 26 km    |
| R            | 24° 06′ S, 125° 54′ O / 24.1°S,125.9°O | 55 km    |